# 山崎良也
山崎良也（やまざき よしや、1931年3月30日-2010年11月15日）は、日本の経済学者。九州産業大学学長を務めた。
長崎県生まれ。長崎大学経済学部卒。1958年九州大学大学院博士課程満期退学。1964年「加速度原理と景気循環の一側面」で経済学博士。西南学院大学講師、滋賀大学経済学部助教授、熊本大学教養部助教授、九大経済学部助教授、教授、1990年九州産業大学教授、95年学長、2004年定年、名誉教授。

## 著書
- 『景気循環と加速度原理』東洋経済新報社 1966
- 『経済変動論入門』税務経理協会 1970
- 『経済学講義11章』第三出版 1972

### 共編
- 『経済成長論』武野秀樹共編 有斐閣　1977
- 『基本経済政策』伊東正則共編 有斐閣ブックス　1987

## 論文
- ＜山崎良也